# Шкурпели
Шкурпели — село в Україні, у Зіньківській міській громаді Полтавського району Полтавської області. Населення становить 16 осіб. До 2020 орган місцевого самоврядування — Покровська сільська рада.

## Географія
Село Шкурпели знаходиться на відстані 1 км від села Морози та за 2 км від села Покровське. По селу протікає пересихаючий струмок з загатою. Поруч проходить автомобільна дорога Т 1706. 

## Історія
Жертвами голодомору 1932—1933 років стало 8 осіб.
12 червня 2020 року, відповідно до розпорядження Кабінету Міністрів України № 721-р «Про визначення адміністративних центрів та затвердження територій територіальних громад Полтавської області», село увійшло до складу Зіньківської міської громади.
19 липня 2020 року, в результаті адміністративно - територіальної реформи та ліквідації Зіньківського району, село увійшло до складу новоутвореного Полтавського району Полтавської області.

## Населення

### Мова
Розподіл населення за рідною мовою за даними перепису 2001 року:
| Мова       | Кількість | Відсоток |
| ---------- | --------- | -------- |
| українська | 55        | 100%     |

## Економіка
- Молочно-товарна ферма.

## Відомі люди
В селі Шкурпели Човно-федорівської сільради (нині — на території Покровської сільради) народився та прожив дитинство Іван Федорович Гребенюк (* 23 березня 1918 — † 27 березня 1982, Київ) — український радянський письменник, поет, підполковник.
В селі народився Микола Маркович Шкурпела, український поет та гуморист.